# پورا-ماین

پورا-ماین شهری در شهرستان پورا در استان باله در بورکینافاسوی جنوبی است و جمعیت آن ۵۸۸۳ نفر است.